# Eurycotis lixa
Eurycotis lixa är en kackerlacksart som beskrevs av Rehn, J. A. G. 1930. Eurycotis lixa ingår i släktet Eurycotis och familjen storkackerlackor. Inga underarter finns listade i Catalogue of Life.